# Puerto Ayora
Puerto Ayora é uma cidade equatoriana localizada no arquipélago de Galápagos, sendo também o maior centro urbano da província de Galápagos. É uma cidade portuária que sedia os serviços do Parque Nacional das Ilhas Galápagos.

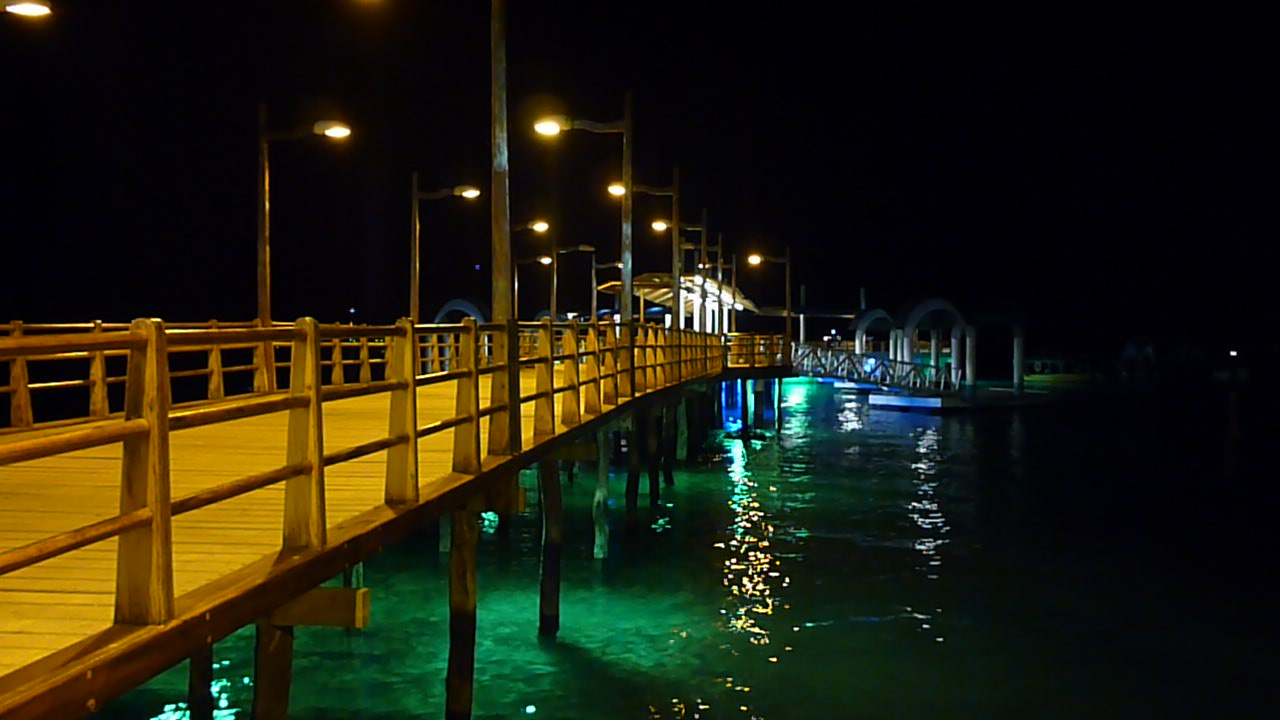
Puerto Ayora - Foto Noite.

A ciade tem cerca de 18000 habitantes, e está situada na costa sul da Ilha de Santa Cruz, mais exatamente na Baía Academia. É o sítio mais frequentemente visitado pelos turistas. Além do seu porto marítimo, também é servida por um aeroporto que fica na ilha vizinha de Baltra.
Na extremo leste da cidade está localizado o Charles Darwin Research Station. Este é um grande centro de pesquisas biológicas das espécies existentes/residentes na ilha.